# Lottie Dod
Charlotte "Lottie" Dod (Bebington, Merseyside, 24 de setembre de 1871 – Sway, Hampshire, 27 de juny de 1960) va ser una esportista anglesa, principalment coneguda com a jugadora de tennis. Guanyà cinc edicions del Torneig de Wimbledon individual femení, el primer d'ells amb tan sols 15 anys l'estiu de 1887. Continua sent la tennista més jove a guanyar l'individual femení, tot i que Martina Hingis era tres dies més jove quan guanyà el campionat de dobles femení el 1996.
A banda del tennis, Dod va competir en molts altres esports, com ara el golf, l'hoquei sobre herba i el tir amb arc. Guanyà el Campionat Britànic femení de golf amateur, va jugar dos partits amb la selecció anglesa femenina d'hoquei sobre herba, que ajudà a fundar), i guanyà la medalla de plata als Jocs Olímpics de Londres el 1908 en la modalitat de roble ronda Nacional del programa de tir amb arc.
El seu germà William Dod també fou arquer i medallista olímpic.